# Sistema APG

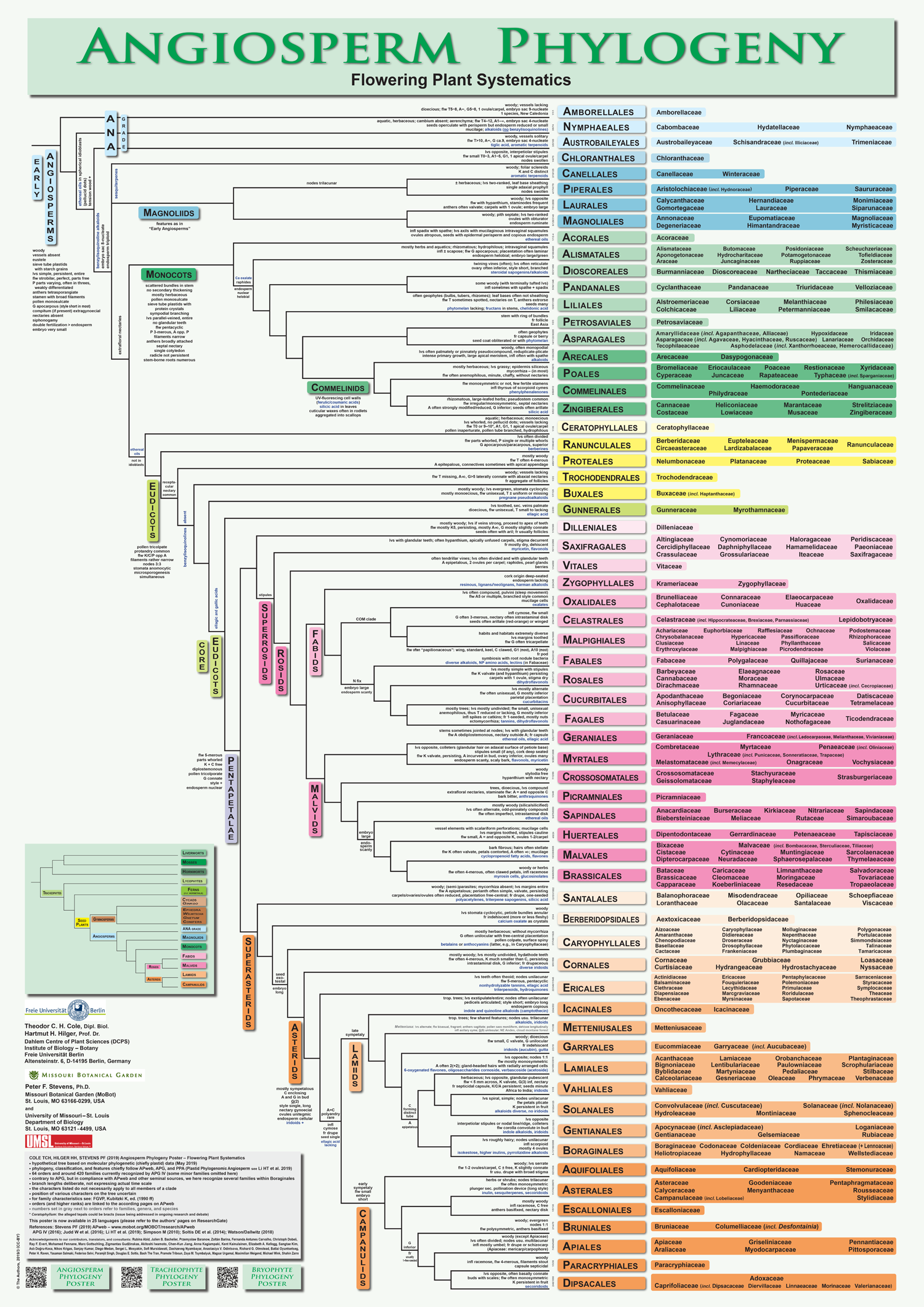
Filogenia das angiospérmicas, baseada no sistema APG IV / AP web.

Um moderno sistema de taxonomia vegetal, o sistema APG de classificação botânica, foi publicado em 1998 pelo Grupo de Filogenia de Angiospérmicas. 
O sistema não é usual, por estar baseado, não em total evidência, mas na análise cladística das sequências do ADN de três genes, dois dos cloroplastos e um que codifica os ribossomas. Ainda que baseado somente na evidência molecular, os grupos constituintes dão suporte a outra evidência. Por exemplo, a morfologia do pólen suporta a separação entre as eudicotiledôneas (eudicots) e o resto das dicotiledóneas. 
O sistema é algo controverso nas suas decisões ao nível das famílias, separando um certo número de famílias há muito estabelecidas e submergindo outras famílias. Também não é usual porque não usa nomes botânicos acima do nível da ordem, isto é, a ordem é a classificação mais elevada que leva um nome botânico formal. Grupos superiores são definidos unicamente como clados, através da utilização de nomes como monocotiledônea, eudicotiledônea, rosídea e asterídea.
Este sistema foi sucedido, em 2003, pelo sistema APG II.
A organização em clados (e não em taxa) é a seguinte :
- angiospermas :
monocotiledôneas
comelinóides
eudicotiledôneas
Núcleo eudicotiledôneas
rosídeas
eurosídeas I
eurosídeas II
asterídeas
euasterídeas I
euasterídeas II

## Cladoangiospermas

### Cladomonocotiledôneas(inglês:monocots)

#### Cladocomelinóides(inglês:commelinoids)
NB: Comelinóides (commelinoids) no sistema APG (1998), mas denominadas comelinídeas (commelinids) no sistema APG II (2003)
- Famílias sem ordem definida:
família Abolbodaceae
família Bromeliaceae
família Dasypogonaceae
família Hanguanaceae
família Mayacaceae
família Rapateaceae

- ordem Arecales
família Arecaceae (= Palmae)

- ordem Commelinales
família Commelinaceae
família Haemodoraceae
família Philydraceae
família Pontederiaceae

- ordem Poales
família Anarthriaceae
família Centrolepidaceae
família Cyperaceae
família Ecdeiocoleaceae
família Eriocaulaceae
família Flagellariaceae
família Hydatellaceae
família Joinvilleaceae
família Juncaceae
família Poaceae (= Gramineae)
família Prioniaceae
família Restionaceae
família Sparganiaceae
família Thurniaceae
família Typhaceae
família Xyridaceae

- ordem Zingiberales
família Cannaceae
família Costaceae
família Heliconiaceae
família Lowiaceae
família Marantaceae
família Musaceae
família Strelitziaceae
família Zingiberaceae

#### monocotiledôneasnão-comelinóides
- Famílias sem ordem definida:
família Corsiaceae
família Japonoliriaceae
família Nartheciaceae
família Petrosaviaceae
família Triuridaceae

- ordem Acorales
família Acoraceae

- ordem Alismatales
família Alismataceae
família Aponogetonaceae
família Araceae (incl. Lemnaceae)
família Butomaceae
família Cymodoceaceae
família Hydrocharitaceae
família Juncaginaceae
família Limnocharitaceae
família Posidoniaceae
família Potamogetonaceae
família Ruppiaceae
família Scheuchzeriaceae
família Tofieldiaceae
família Zosteraceae

- ordem Asparagales
família Agapanthaceae
família Agavaceae
família Alliaceae
família Amaryllidaceae
família Anemarrhenaceae
família Anthericaceae
família Aphyllanthaceae
família Asparagaceae
família Asphodelaceae (incl Aloaceae)
família Asteliaceae
família Behniaceae
família Blandfordiaceae
família Boryaceae
família Convallariaceae
família Doryanthaceae
família Hemerocallidaceae
família Herreriaceae
família Hesperocallidaceae
família Hyacinthaceae
família Hypoxidaceae
família Iridaceae
família Ixioliriaceae
família Lanariaceae
família Laxmanniaceae (incl. Lomandraceae)
família Orchidaceae
família Tecophilaeaceae (incl. Cyanastraceae)
família Themidaceae
família Xanthorrhoeaceae
família Xeronemataceae

- ordem Dioscoreales
família Burmanniaceae
família Dioscoreaceae
família Taccaceae
família Thismiaceae
família Trichopodaceae

- ordem Liliales
família Alstroemeriaceae
família Campynemataceae
família Colchicaceae
família Liliaceae
família Luzuriagaceae
família Melanthiaceae (incl. Trilliaceae)
família Philesiaceae
família Ripogonaceae
família Smilacaceae

- ordem Pandanales
família Cyclanthaceae
família Pandanaceae
família Stemonaceae
família Velloziaceae

### Cladoeudicotiledôneasoudicotiledôneasverdadeiras (inglês:eudicots)
- Famílias sem ordem definida
família Buxaceae
família Didymelaceae
família Sabiaceae
família Trochodendraceae
[+ família Tetracentraceae ]

- ordem Proteales
família Nelumbonaceae
família Platanaceae
família Proteaceae

- ordem Ranunculales
família Berberidaceae
família Circaeasteraceae
família Kingdoniaceae
[+ família Eupteleaceae ]
família Lardizabalaceae
família Menispermaceae
família Papaveraceae
[+ família Fumariaceae ]
[+ família Pteridophyllaceae ]
família Ranunculaceae

#### CladoNúcleo eudicotiledôneas(inglês:core eudicots)
- Famílias sem ordem definida
família Aextoxicaceae
família Berberidopsidaceae
família Dilleniaceae
família Gunneraceae
família Myrothamnaceae
família Vitaceae

- ordem Caryophyllales
família Achatocarpaceae
família Aizoaceae
família Amaranthaceae (incl. Chenopodiaceae)
família Ancistrocladaceae
família Asteropeiaceae
família Basellaceae
família Cactaceae
família Caryophyllaceae
família Didiereaceae
família Dioncophyllaceae
família Droseraceae
família Drosophyllaceae
família Frankeniaceae
família Molluginaceae
família Nepenthaceae
família Nyctaginaceae
família Physenaceae
família Phytolaccaceae
família Plumbaginaceae
família Polygonaceae
família Portulacaceae
família Rhabdodendraceae
família Sarcobataceae
família Simmondsiaceae
família Stegnospermataceae
família Tamaricaceae

- ordem Santalales
família Loranthaceae
família Misodendraceae
família Olacaceae
família Opiliaceae
família Santalaceae (incl. Viscaceae)

- ordem Saxifragales
família Altingiaceae
família Cercidiphyllaceae
família Crassulaceae
família Daphniphyllaceae
família Grossulariaceae
família Haloragaceae
família Hamamelidaceae
família Iteaceae
família Paeoniaceae
família Penthoraceae
família Pterostemonaceae
família Saxifragaceae
família Tetracarpaeaceae

##### Cladorosídeas(inglêsrosids)
- Famílias sem ordem definida
família Aphloiaceae
família Crossosomataceae
família Ixerbaceae
família Krameriaceae
família Picramniaceae
família Podostemaceae
família Stachyuraceae
família Staphyleaceae
família Tristichaceae
família Zygophyllaceae

- ordem Geraniales
família Francoaceae
família Geraniaceae
[+ família Hypseocharitaceae ]
família Ledocarpaceae
família Greyiaceae)
família Melianthaceae
família Vivianiaceae

##### Cladoeurosídeas I(inglês:eurosids I)
- Famílias sem ordem definida
família Celastraceae
família Huaceae
família Parnassiaceae
[+ família Lepuropetalaceae ]
família Stackhousiaceae

- ordem Cucurbitales
família Anisophylleaceae
família Begoniaceae
família Coriariaceae
família Corynocarpaceae
família Cucurbitaceae
família Datiscaceae
família Tetramelaceae

- ordem Fabales
família Fabaceae (= Leguminosae; incl. Caesalpiniaceae, Mimosaceae)
família Polygalaceae
família Quillajaceae
família Surianaceae

- ordem Fagales
família Betulaceae
família Casuarinaceae
família Fagaceae
família Juglandaceae
família Myricaceae
família Nothofagaceae
família Rhoipteleaceae
família Ticodendraceae

- ordem Malpighiales
família Achariaceae
família Balanopaceae
família Caryocaraceae
família Chrysobalanaceae
família Clusiaceae (= Guttiferae, incl. Hypericaceae)
família Dichapetalaceae
família Erythroxylaceae
família Euphorbiaceae
família Euphroniaceae
família Flacourtiaceae
família Goupiaceae
família Hugoniaceae
família Humiriaceae
família Irvingiaceae
família Ixonanthaceae
família Lacistemataceae
família Linaceae
família Malesherbiaceae
família Malpighiaceae
família Medusagynaceae
família Ochnaceae
família Pandaceae
família Passifloraceae
família Putranjivaceae
família Quiinaceae
família Rhizophoraceae
família Salicaceae
família Scyphostegiaceae
família Trigoniaceae
família Turneraceae
família Violaceae

- ordem Oxalidales
família Cephalotaceae
família Connaraceae
família Cunoniaceae
família Elaeocarpaceae
família Oxalidaceae
família Tremandraceae

- ordem Rosales (incl. Urticales)
família Barbeyaceae
família Cannabaceae (incl. Celtidaceae)
família Cecropiaceae
família Celtidaceae
família Dirachmaceae
família Elaeagnaceae
família Moraceae
família Rhamnaceae
família Rosaceae
família Ulmaceae
família Urticaceae

##### Cladoeurosídeas II(inglês:eurosids II)
- Família sem ordem definida
família Tapisciaceae

- ordem Brassicales
família Akaniaceae
[+ família Bretschneideraceae ]
família Bataceae
família Brassicaceae (= Cruciferae; incl. Capparaceae)
família Caricaceae
família Emblingiaceae
família Gyrostemonaceae
família Koeberliniaceae
família Limnanthaceae
família Moringaceae
família Pentadiplandraceae
família Resedaceae
família Salvadoraceae
família Setchellanthaceae
família Tovariaceae
família Tropaeolaceae

- ordem Malvales
família Bixaceae
[+ família Diegodendraceae ]
família Cistaceae
família Cochlospermaceae
família Dipterocarpaceae
família Malvaceae (incl. Bombacaceae, Sterculiaceae, Tiliaceae)
família Muntingiaceae
família Neuradaceae
família Sarcolaenaceae
família Sphaerosepalaceae
família Thymelaeaceae

- ordem Myrtales
família Alzateaceae
família Combretaceae
família Crypteroniaceae
família Heteropyxidaceae
família Lythraceae (incl. Sonneratiaceae, Trapaceae)
família Melastomataceae
família Memecylaceae
família Myrtaceae
família Oliniaceae
família Onagraceae
família Penaeaceae
família Psiloxylaceae
família Rhynchocalycaceae
família Vochysiaceae

- ordem Sapindales
família Anacardiaceae
família Biebersteiniaceae
família Burseraceae
família Kirkiaceae
família Meliaceae
família Nitrariaceae
[+ família Peganaceae ]
família Rutaceae
família Sapindaceae (incl. Aceraceae, Hippocastanaceae)
família Simaroubaceae

#### Cladoasterídeas(inglês:asterids)
- ordem Cornales
família Cornaceae
[+ família Nyssaceae ]
família Grubbiaceae
família Hydrangeaceae
família Hydrostachyaceae
família Loasaceae

- ordem Ericales
família Actinidiaceae
família Balsaminaceae
família Clethraceae
família Cyrillaceae
família Diapensiaceae
família Ebenaceae
família Ericaceae (incl. família Empetraceae, Epacridaceae, Monotropaceae, Pyrolaceae) 
família Fouquieriaceae
família Halesiaceae
família Lecythidaceae
família Marcgraviaceae
família Myrsinaceae
família Pellicieraceae
família Polemoniaceae
família Primulaceae
família Roridulaceae
família Sapotaceae
família Sarraceniaceae
família Styracaceae (incl. Halesiaceae)
família Symplocaceae
família Ternstroemiaceae
família Tetrameristaceae
família Theaceae
família Theophrastaceae

##### Cladoeuasterídeas I(inglês:euasterids I)
- Famílias sem ordem definida
família Boraginaceae (inc Lennoaceae, Hydrophyllaceae)
família Plocospermataceae
família Vahliaceae

- ordem Garryales
família Aucubaceae
família Eucommiaceae
família Garryaceae
família Oncothecaceae

- ordem Gentianales
família Apocynaceae (incl. família Asclepiadaceae)
família Gelsemiaceae
família Gentianaceae
família Loganiaceae
família Rubiaceae

- ordem Lamiales
família Acanthaceae
família Avicenniaceae
família Bignoniaceae
família Buddlejaceae
família Byblidaceae
família Cyclocheilaceae
família Gesneriaceae
família Lamiaceae (= Labiatae)
família Lentibulariaceae
família Myoporaceae
família Oleaceae
família Orobanchaceae
família Paulowniaceae
família Pedaliaceae
[+ família Martyniaceae ]
família Phrymaceae
família Plantaginaceae (incl. Globulariaceae)
família Schlegeliaceae
família Scrophulariaceae
família Stilbaceae
família Tetrachondraceae
família Verbenaceae

- ordem Solanales
família Convolvulaceae
família Hydroleaceae
família Montiniaceae
família Solanaceae
família Sphenocleaceae

##### Cladoeuasterídeas II(inglês:euasterids II)
- Famílias sem ordem definida
família Adoxaceae
família Bruniaceae (incl. Berzeliaceae)
família Carlemanniaceae
família Columelliaceae
[+família Desfontainiaceae ]
família Eremosynaceae
família Escalloniaceae
família Icacinaceae
família Polyosmaceae
família Sphenostemonaceae
família Tribelaceae

- ordem Apiales
família Apiaceae (= Umbelliferae)
família Araliaceae
família Aralidiaceae
família Griseliniaceae
família Melanophyllaceae
família Pittosporaceae
família Torricelliaceae

- ordem Aquifoliales
família Aquifoliaceae
família Helwingiaceae
família Phyllonomaceae

- ordem Asterales
família Alseuosmiaceae
família Argophyllaceae
família Asteraceae (= Compositae)
família Calyceraceae
família Campanulaceae
[+ família Lobeliaceae ]
família Carpodetaceae
família Donatiaceae
família Goodeniaceae
família Menyanthaceae
família Pentaphragmataceae
família Phellinaceae
família Rousseaceae
família Stylidiaceae

- ordem Dipsacales
família Caprifoliaceae
família Diervillaceae
família Dipsacaceae
família Linnaeaceae
família Morinaceae
família Valerianaceae

### Angiospermasnão-monocotiledônease não-eudicotiledôneas
- Famílias sem ordem definida
família Amborellaceae
família Austrobaileyaceae
família Canellaceae
família Chloranthaceae
família Hydnoraceae
família Illiciaceae
família Nymphaeaceae
[+ família Cabombaceae ]
família Rafflesiaceae
família Schisandraceae
família Trimeniaceae
família Winteraceae

- ordem Ceratophyllales
família Ceratophyllaceae

- ordem Laurales
família Atherospermataceae
família Calycanthaceae
família Gomortegaceae
família Hernandiaceae
família Lauraceae
família Monimiaceae
família Siparunaceae

- ordem Magnoliales
família Annonaceae
família Degeneriaceae
família Eupomatiaceae
família Himantandraceae
família Magnoliaceae
família Myristicaceae

- ordem Piperales
família Aristolochiaceae
família Lactoridaceae
família Piperaceae
família Saururaceae

NB. "[ + ...]" = família opcional

### Famílias com posições incertas (Provavelmente eudicotiledôneas)
- família Balanophoraceae
família Bonnetiaceae
família Cardiopteridaceae
família Ctenolophonaceae
família Cynomoriaceae
família Cytinaceae
família Dipentodontaceae
família Elatinaceae
família Geissolomataceae
família Hoplestigmataceae
família Kaliphoraceae
família Lepidobotryaceae
família Lissocarpaceae
família Lophopyxidaceae
família Medusandraceae
família Metteniusaceae
família Mitrastemonaceae
família Paracryphiaceae
família Pentaphylacaceae
família Peridiscaceae
família Plagiopteraceae
família Pottingeriaceae
família Sladeniaceae
família Strasburgeriaceae
família Tepuianthaceae